# John Wainwright
John William Wainwright (25 febbraio 1921 – settembre 1995) è stato uno scrittore inglese, autore di 83 polizieschi e noir, quattro dei quali sono stati pubblicati sotto lo pseudonimo di Jack Ripley. Scrisse anche alcuni racconti brevi (la maggior parte non ancora riuniti in una raccolta), 7 drammi radiofonici, e un numero indefinito di articoli ed editoriali giornalistici.

## Biografia
Wainwright è nato a Hunslet, in un'area sub urbana del Leeds, nel 1921. Lasciò la scuola a quindici anni e prese servizio come artigliere sui bombardieri Avro 683 Lancaster durante la seconda guerra mondiale. Nel 1947 si arruolò nella West Riding Constabulary come ufficiale di polizia. Durante gli anni di servizio in polizia, riprese a studiare – conseguendo una laurea in legge nel 1956 – e nel 1965 provò a scrivere un romanzo poliziesco, che fu accettato da George Hardinge, editore del Collins Crime Club, e pubblicato sotto il titolo di Death in a Sleeping City. Nel 1966 Wainwright lasciò la polizia e divenne un romanziere a tempo pieno. Nel 1968 Hardinge divenne direttore di collana alla Macmillan Publishers, portandosi Wainwright con sé.

Wainwright morì nel 1995, pochi mesi dopo la pubblicazione del suo ultimo romanzo, The Life and Times of Christmas Calvert... Assassin.

## Opere e stile
Autore estremamente prolifico - dal 1966 al 1984 ha mantenuto una media di tre libri l'anno - Wainwright ha pubblicato 78 romanzi polizieschi, una raccolta di racconti e quattro saggi, inclusi due volumi autobiografici, Tail-End Charlie eWainwright's Beat; una guida di orientamento professionale, Shall I Be a Policeman? (1967), e un manuale di sicurezza domestica, Guard Your Castle (1973; new edition, 1983).
Uno dei suoi romanzi più famosi è Brainwash (1977), pubblicato in Italia con il titolo Stato di Fermo (2011 e 2015) e da cui sono stati tratti i film Guardato a vista e Under Suspicion. 
Il romanzo Cul-de-sac del 1984, (in italiano Vicolo cieco, "Il Giallo Mondadori" n.1871) ebbe un'ottima accoglienza, soprattutto dopo che il contemporaneo Georges Simenon, lo definì "un romanzo indimenticabile ".
La maggior parte dei suoi romanzi ricadono nella categoria detta police procedural, ma Wainwright si mise alla prova anche nel thriller (Square Dance, 1975; Portrait in Shadows, 1986), nei romanzi sui serial killer (A Ripple of Murders, 1978), nel romanzo di spionaggio, (The Crystallized Carbon Pig, 1966; Cause for a Killing, 1974), e nel legal thriller (The Jury People, 1978; Man of Law, 1980), con un paio di incursioni nel romanzo giallo più classico (High-Class Kill, 1973). Wainwright era un appassionato di jazz e swing, e alcuni dei suoi romanzi hanno un deciso sapore jazz , in particolare la commedia nera Do Nothin' till You Hear from Me (1977).
In un'intervista rilasciata a Il Giallo Mondadori nel 1975 Wainwright citò Raymond Chandler, Ed McBain e Ian Fleming tra i suoi autori preferiti.

## Critica
Wainwright condusse sempre una vita molto riservata, non concedendo quasi mai interviste e apparendo in pubblico molto raramente. Per questa ragione, pur avendo avuto un forte successo in vita, il suo nome è quasi finito nel dimenticatoio oggi, (la sua morte non fu riportata dalla stampa fino al 2003) e un serio lavoro critico sul suo imponente lavoro deve ancora essere compiuto. 

## Opere
Opere tradotte in italiano
- Ten Steps to the Gallows, 1965 (Dieci passi dalla forca, 1967);
- Web of Silence, 1968 (I rimorsi non servono, 1970);
- The Crystallized Carbon Pig, 1966 (Quello sporco diamante, 1969)
- The Take-Over Men, 1969 (I cervelli, 1971);
- Night Is a Time to Die, 1972 (La notte è fatta per morire, 1973);
- Cause for a Killing, 1974 (Peggio che spia, 1976);
- The Hard Hit, 1974 (Il killer dall'indice d'oro, 1977)
- Square Dance, 1975 (Partita a quattro, 1976);
- The Bastard, 1976 (Il bastardo, 1978)
- The Day of the Peppercorn Kill, 1977 (L'ultimo atto, 1979)
- Do Nothin' Till You Hear from Me, 1978 (Che altro pezzo dobbiamo mandarti?, 1980)
- Brainwash, 1979 (Lavaggio del cervello, 1981), (Stato di fermo, 2011, Edizioni Paginauno, ISBN 8890496231)
- Anatomy of a Riot, 1982 (Anatomia di una rivolta, 2019, Edizioni Paginauno, ISBN 9788899699253)
- The Distaff Factor, 1983 (Povero William Drever, 1983)
- Cul-de-sac, 1984 (Vicolo cieco, 1984)
- The Ride, 1984 (Giro vizioso, 1985)
- Portrait in Shadow, 1986 (Ritratto in controluce, 1987)

Firmate come «Jack Ripley»:
- Davis Doesn't Live Here Any More, 1971 (Davis non abita più qui, 1972);
- My Word, You Should Have Seen Us, 1972 (Parola mia, andavamo a mille!, 1974);
- My God, How the Money Rolls In, 1972 (Mamma mia, quanta grana!, 1975)